# Padampur
Padampur (nepalski: पदमपुर) – gaun wikas samiti w środkowej części Nepalu w strefie Narajani w dystrykcie Chitwan. Według nepalskiego spisu powszechnego z 2001 roku liczył on 2137 gospodarstw domowych i 11169 mieszkańców (5601 kobiet i 5568 mężczyzn).